# Демчук Ольга Вікторівна
О́льга Ві́кторівна Демчу́к (* 1985) — українська спортсменка-гирьовик, 2012 — тренер 1-ї категорії, капітан міліції.  

## Досягнення
1999 року закінчила із золотою медаллю ЗОШ № 43, 2005 року з червоним дипломом — Донецький національний технічний університет, менеджер організацій.
Протягом 2002–2004 років одночасно навчалася в Донецькому національному університеті, спеціальність «фізичне виховання і спорт».
З 2008 року входить до складу федерації бодібілдингу та фітнесу, згодом — до складу збірної команди України.
Після початку російської збройної агресії залишилася в окупованому Донецьку. Увійшла до команди так званої "ДНР" з фітнесу. 

## Спортивний шлях
- 6-разова чемпіонка України з фітнесу,
- бронзова призерка Чемпіонату світу 2009 року з фітнесу,
- фіналістка чемпіонату Європи з фітнесу 2010 року,
- абсолютна переможниця Кубка світу з фітнесу 2012 року.